# Gilgok-myeon
Gilgok-myeon (koreanska: 길곡면) är en socken i kommunen Changnyeong-gun i provinsen Södra Gyeongsang i den sydöstra delen av Sydkorea, 280 km sydost om huvudstaden Seoul. 